# Pavetta williamsii
Pavetta williamsii är en måreväxtart som beskrevs av Elmer Drew Merrill. Pavetta williamsii ingår i släktet Pavetta och familjen måreväxter. Inga underarter finns listade i Catalogue of Life.